# Национальная школа государственного аппарата
Национальная школа государственного аппарата (фр. École nationale d'administration publique) – расположена в городе Квебек, провинция Квебек, была основана в 1969 правительство Квебека, чтобы обеспечить профессиональные кадры для государственной службы, в то время когда происходили большие изменения в социальной и экономической жизни Квебека. Школа уникальна тем, что частично рассчитана на практическое обучение квебекцев государственному управлению и частично «традиционный» университет. Школа располагает пятью кампусами, да главных находятся в городах Квебек и Монреаль, и три кампуса в Гатино, Сагенее и Труа-Ривьере.

## Задача университета
Задача Национальной школы государственного аппарата – развитие государственного управления на практике и в теории. Школа задаёт стандарты государственного управления в Квебеке.

## Кампус
- Город Квебек (главный офис) - 555, boulevard Charest Est Québec (Québec) G1K 9E5.
- Монреальский кампус - 4750, avenue Henri-Julien, 5e étage Montréal (Québec) H2T 3E5.
- Кампус в Гатино - 41, rue Eddy Gatineau (Québec) J8X 2V8.
- Кампус в Сагенее  - 637, boulevard Talbot Saguenay (Québec) G7H 6A4.
- Кампус в Труа-Ривьере -  3351, boulevard des Forges Pavillon Ringuet, C.P. 500 Trois-Rivières (Québec) G9A 5H7.

## образовательные программы
НШГА предлагает ряд программ:
- Специализированные дипломы в общественном управлении, международном управлении и региональном управлении
- Магистр общественного управления для анализа международного управления, организационный анализ и развитие, оценка программ и управление рабочим коллективом.
- Магистр городского управления
- Магистр государственного управления для менеджеров государственного управления, международного управления и муниципального управления.
- Доктор философии в государственной политике и менеджменте организационной теории и государственного управления.